# Gymnasium am Stefansberg
Das Gymnasium am Stefansberg (GaS) ist ein allgemeinbildendes Gymnasium im saarländischen Merzig, mit verschiedenen Schwerpunkten in den MINT-Fächern, Musik, Englisch, sowie Sport. Seit den 1960er Jahren unterrichtet es koedukativ.

## Geschichte
Erste Pläne für die Gründung einer höheren Stadtschule wurden bereits 1849 vom Bürgermeister von Merzig  (Josef Baden) ausgesprochen. Doch aufgrund von Widerständen des Stadtrats, der die hierzu notwendigen finanziellen Mittel nicht bereitstellen konnte, und des Merziger Kaplans, der meinte „antichristliche Tendenzen im Hintergrund zu wittern“, scheiterten die Versuche mehrere Male. Im Sommer 1887 wurde mit Ernst Thiel ein Bürgermeister gewählt, der es sich zu einer Hauptaufgabe machte, das Schulwesen auszubauen. Im Januar 1888 beschloss schließlich der Stadtrat einstimmig die Eröffnung der Schule. Am 1. Oktober 1888 wurde die Schule unter der Leitung von Heinrich Schrader eröffnet.
Am 23. Februar 1907 wurde die vorherige Höhere Stadtschule Merzig als Realprogymnasium anerkannt und in die Liste militärberechtigter Lehranstalten aufgenommen.
Im Zuge des Ersten Weltkriegs wurden die Schüler im August 1914 in die Ferien entlassen. Die größeren Schüler mussten im Zuge der Mobilmachung zum Deutschen Roten Kreuz oder als Boten tätig sein. Vier Schüler der Untersekunda traten in das Freiwilligenheer ein.
Auf einen Antrag der Schulleitung beschloss der Stadtrat am 14. Februar 1928 den versuchsweisen Ausbau der Schule zu einer „Vollanstalt“.
Im Nachgang der Weltwirtschaftskrise wurden viele Lehrer der Schule zu unbezahlten Dienstleistungen zugewiesen.
Nach der Wiedervereinigung des Saargebiets mit dem Deutschen Reich meldete die Schule 1935 auf Befehl, dass 98,5 % der Schüler in der Staatsjugend oder in den nationalsozialistischen Formationen organisiert sind. Fünf Schüler wurden verwiesen, weil sie in der Kleidung des katholischen Schülerbundes Norddeutschland an der Fronleichnamsprozession teilgenommen haben. Man sah darin „eine beabsichtigte Opposition gegen den Nationalsozialismus“.
Um Ostern 1937 wurde aus dem Reform-Realprogymnasium eine „Deutsche Oberschule,“ die ein Jahr später nach Walter Flex benannt wurde.
Im Sommer 1939 begann infolge des Krieges die Evakuierung der Bevölkerung und der Unterricht fiel aus. Nach der Rückkehr im September 1940 wurde der Unterricht wieder aufgenommen. Der Unterricht litt jedoch immer mehr unter Einberufungen und Fliegerangriffen. Schließlich wurden die Schüler als Flakhelfer eingesetzt.
Im Oktober 1945 wurde der Unterricht in der „Staatlichen Oberschule für Jungen“ erneut fortgesetzt, jedoch hatte das Gebäude Schäden erlitten; die Fenster waren eingeschlagen, das Dach war undicht und es fehlte an Materialien. Einige Lehrer wurden aufgrund ihrer NS-Beteiligung nicht zum Dienst zugelassen ebenso wie einige Schüler.
Erneut wurde die Schule im April 1948 umbenannt in „Staatliches Realprogymnasium“. Eine neue Turnhalle wurde 1955 errichtet und 1958 kam die ehemalige Präparandie, in der zeitweise das Amtsgericht untergebracht war, zum Schulgelände (B-Gebäude).
Seit dem 7. März 1975 führt die Schule auf Beschluss der Schulkonferenz die Bezeichnung „Staatliches Gymnasium am Stefansberg“. Ein Schulverein wurde zwei Jahre später am 27. Juli in das Vereinsregister eingetragen.
Beim Staatsbesuch Erich Honeckers am 10. September 1987 in Dillingen spielte die Big Band der Schule.
Am 30. Oktober 1995 wurde der neue naturwissenschaftliche Trakt eingeweiht (C-Gebäude), ein Medienbezugsraum mit neuen Computern folgte drei Jahre später.
Erneut nach drei Jahren im Oktober 2001 ging die Homepage online. Sie sollte das Sekretariat entlasten, indem manche Dokumente im Internet abrufbar sind.
Im Januar 2003 wurde der Schulhof neugestaltet und auch die neue Turnhalle mit Bistro eingeweiht. Ebenfalls wurden seitdem Unterrichtsbesuche für Grundschüler angeboten.
Das Schuljahr 2004/05 brachte ebenfalls eine Neuerung. Als erste saarländische Schule bot das GaS einen „biowissenschaftlichen Zweig“ ab der achten Klasse an. Zusätzlich wurde das Fach „Biologische Techniken“ für Klasse neun und zehn eingeführt, das vertiefende Einblicke in naturwissenschaftliches Arbeiten bieten soll.
2006 wurden schließlich erstmals über 1000 Schüler an der Schule unterrichtet. Zwei Jahre zuvor kam es erstmals zu Losverfahren, da die Aufnahmekapazität überschritten wurde. Insgesamt kam es nur drei Mal in der Schulgeschichte zu diesen Maßnahmen.
Durch die Umstellung von G9 auf G8 2009 gab es in diesem Jahr zwei Abiturjahrgänge.
2010 wurden das renovierte Lehrerzimmer und der Bistroneubau eingeweiht. Nun haben die Oberstufenschüler ihren eigenen abgegrenzten Bereich im Bistro.
Sechs Jahre später gab es erneut ein neues Gebäude (D-Gebäude) um den immer noch steigenden Anmeldezahlen gerecht zu werden. Im Zuge dessen wurden auch Outdoor-Sportgeräte für die Pausen gebaut und die Schule als Bewegte Schule zertifiziert.
Seit 2018 ist die Schule im Netzwerk MINT-EC. Dadurch haben Schüler unter anderem Zugang zu Fortbildungsangeboten über den Unterrichtsstoff hinaus. Zudem auch zur HPI Schul-Cloud, in der das GaS als Pilotschule neue Features testen kann.

## Schulleiter
- 1888–1910: Heinrich Schrader
- 1906–1912: Franz Uelentrup
- 1912–1920: Heinrich Eicke
- 1920–1939: Georg Köstenbach
- 1922–1936 (Landesstudienanstalt): Hubert Esser
- 1936–1945: Franz Mies
- 1945–1959: Theodor Pichlmayer (* 1894 in Pfaffenberg)
- 1960–1976: Wilhelm Laubenthal (1914–1992)
- 1976–1987: Ernst Grünewald (* 1928 in Hilbringen)
- 1987–2000: Josef Fisch (* 1936 in Haustadt † 2016)
- 2001–2023: Albert Ehl
- 2023–2024: Björn Schieffer (stellvertretender Schulleiter)
- seit 2024: Beate Kiehn

## Wettbewerbe
Die Schule hat sich an Wettbewerben erfolgreich beteiligt. Eine Auswahl sind Jugend trainiert für Olympia, IJSO, Internationale Biologie-Olympiade, Stadtradeln, Geschichtswettbewerb des Bundespräsidenten, Bundeswettbewerb Fremdsprachen,

## Partnerschulen
- Coláiste Chineal Eoghain Buncrana  Irland
- Collège Robert Doisneau Sarralbe  Frankreich
- Colegio Rosa Maria Molas Ondarroa  Spanien
- Gemeinschaftsschule an der Saarschleife Orscholz  Deutschland
- Staatliches Gymnasium „Melissantes“ Arnstadt  Deutschland

## Bekannte Absolventen
- Wilhelm Laubenthal (1914–1992), Gymnasialdirektor
- August Stahl (* 1934), deutscher Germanist und Hochschullehrer
- Rudolf Heinz (* 1937), Philosoph und Psychoanalytiker
- Dietmar Mieth (* 1940), katholischer Moraltheologe
- Erich Kettenhofen (* 1946), Althistoriker
- Ottmar Schreiner (1946–2013), Politiker
- Jürgen Schreier (* 1948), Politiker
- Benjamin Becker (* 1981), Tennisspieler